# 日本自殺予防学会
日本自殺予防学会（にほんじさつよぼうがっかい、 英語: Japanese Association for Suicide Prevention、略称はJASP）とは、日本において、1970年に「自殺予防研究会」を発足させ、1981年に「日本自殺予防学会」と名称を変更して現在も活動している学会である。2017年に法人化し、現在の会員数は524名。医師が約3割を占めている。
事務局を東京都新宿区山吹町358-5 アカデミーセンター（株）国際文献社内に置いている。